# Brion (Isère)
Pour les articles homonymes, voir Brion.
Brion est une commune française située dans le département de l'Isère, en région Auvergne-Rhône-Alpes.
La commune, située sur le plateau de Chambaran, est adhérente à la communauté de communes Bièvre Isère dont le siège est situé à Saint-Étienne-de-Saint-Geoirs. Ses habitants sont dénommés les Brionnais.

## Géographie

### Situation et description
Brion est une des communes les moins peuplées du département de l'Isère et se présente sous la forme d'une bourg de taille très modeste, entouré de nombreux hameaux à l'aspect essentiellement rural et tous situés à l'écart des grandes routes, dans une zone de basse montagne, le plateau de Chambaran et de son parc naturel.

### Communes limitrophes
|                           | Saint-Geoirs |                              |
| Saint-Pierre-de-Bressieux | Brion        | Saint-Michel-de-Saint-Geoirs |
| Roybon                    | Chasselay    | Serre-Nerpol                 |

### Climat
Pour des articles plus généraux, voir Climat d'Auvergne-Rhône-Alpes et Climat de l'Isère.
En 2010, le climat de la commune est de type climat océanique altéré, selon une étude du Centre national de la recherche scientifique s'appuyant sur une série de données couvrant la période 1971-2000. En 2020, Météo-France publie une typologie des climats de la France métropolitaine dans laquelle la commune est exposée à un climat de montagne ou de marges de montagne et est dans la région climatique  Alpes du nord, caractérisée par une pluviométrie annuelle de 1 200 à 1 500 mm, irrégulièrement répartie en été. 
Pour la période 1971-2000, la température annuelle moyenne est de 10,1 °C, avec une amplitude thermique annuelle de 17,1 °C. Le cumul annuel moyen de précipitations est de 1 154 mm, avec 10,1 jours de précipitations en janvier et 6,8 jours en juillet. Pour la période 1991-2020, la température moyenne annuelle observée sur la station météorologique de Météo-France la plus proche, « Grenoble-Saint-Geoirs », sur la commune de Saint-Étienne-de-Saint-Geoirs à 5 km à vol d'oiseau, est de 11,5 °C et le cumul annuel moyen de précipitations est de 915,1 mm,. Pour l'avenir, les paramètres climatiques de la commune estimés pour 2050 selon différents scénarios d'émission de gaz à effet de serre sont consultables sur un site dédié publié par Météo-France en novembre 2022.

### Voies de communication

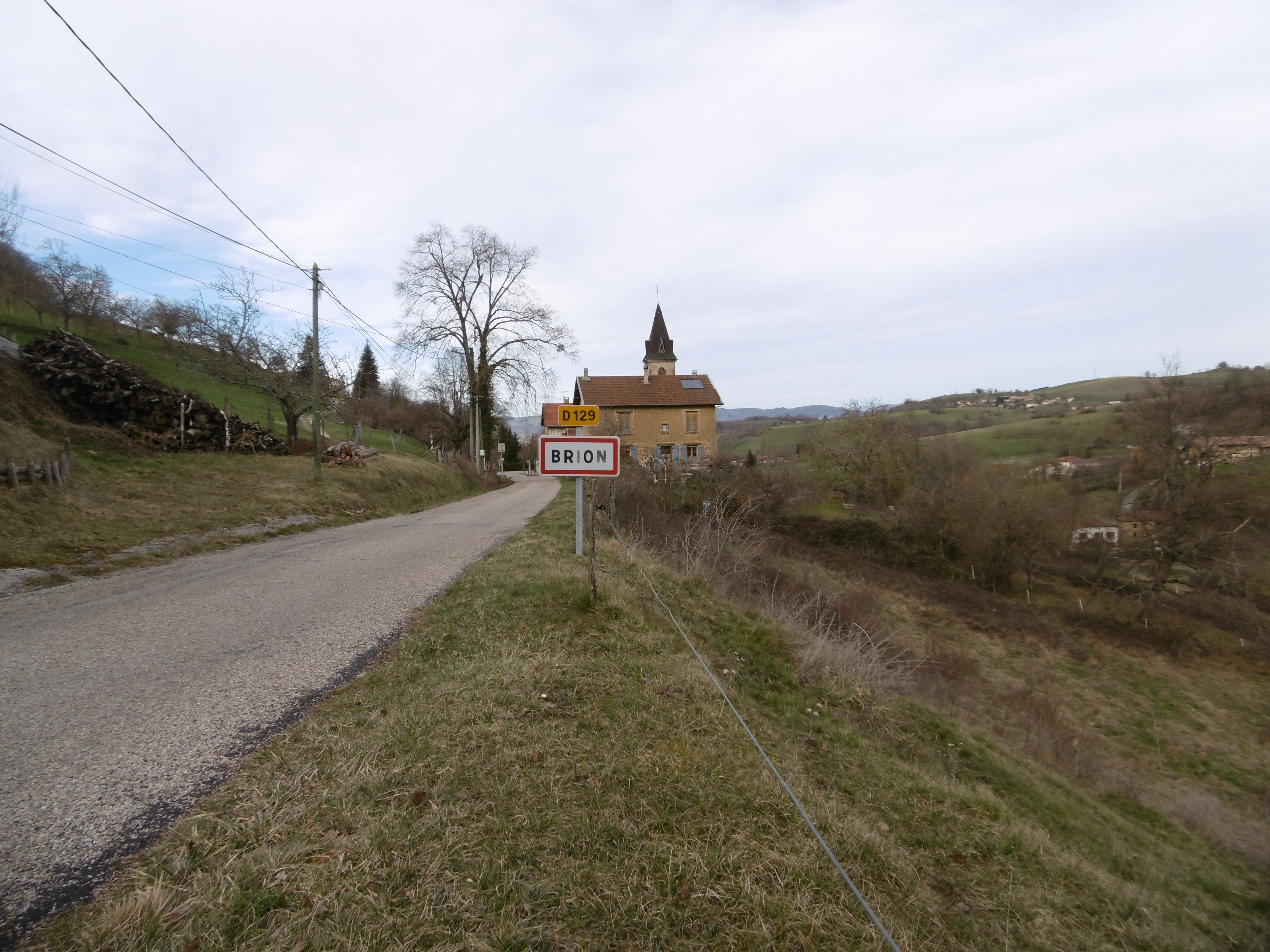
Brion (entrée du village)

Situé hors des grands axes de communication le territoire de la commune de Brion est longé dans sa partie orientale par la RD518 qui relie la commune de Saint-Marcellin à celle de Saint-Étienne-de-Saint-Geoirs. La RD129 permet de relier le bourg de Brion et ses principaux hameaux à la RD518.

## Urbanisme

### Typologie
Au 1er janvier 2024, Brion est catégorisée commune rurale à habitat très dispersé, selon la nouvelle grille communale de densité à sept niveaux définie par l'Insee en 2022.
Elle est située hors unité urbaine et hors attraction des villes,.

### Occupation des sols
L'occupation des sols de la commune, telle qu'elle ressort de la base de données européenne d’occupation biophysique des sols Corine Land Cover (CLC), est marquée par l'importance des territoires agricoles (84,7 % en 2018), une proportion identique à celle de 1990 (84,7 %). La répartition détaillée en 2018 est la suivante : 
prairies (46,8 %), zones agricoles hétérogènes (37,3 %), forêts (15,3 %), terres arables (0,6 %). L'évolution de l’occupation des sols de la commune et de ses infrastructures peut être observée sur les différentes représentations cartographiques du territoire : la carte de Cassini (XVIIIe siècle), la carte d'état-major (1820-1866) et les cartes ou photos aériennes de l'IGN pour la période actuelle (1950 à aujourd'hui).

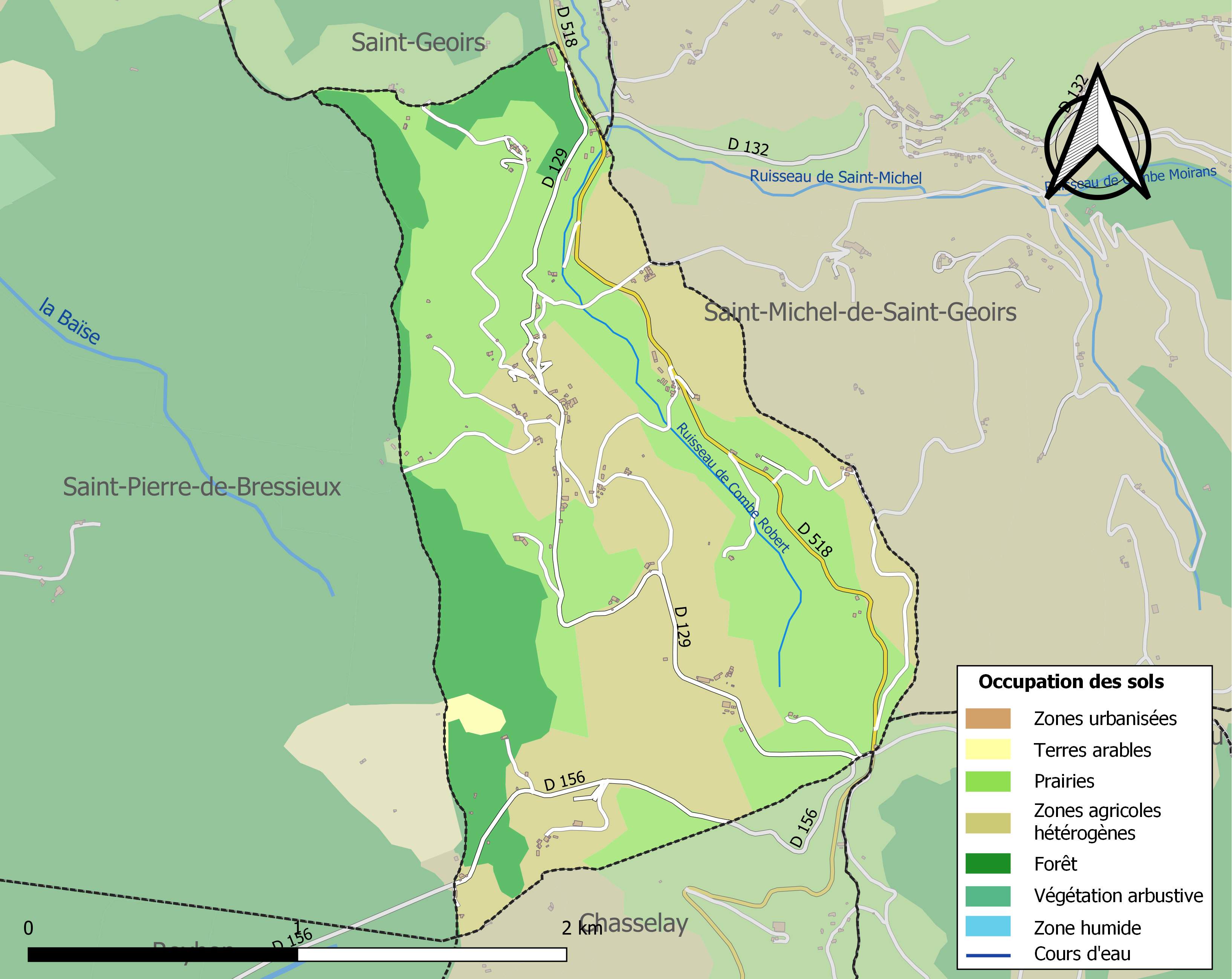
Carte des infrastructures et de l'occupation des sols de la commune en 2018 (CLC).

### Risques naturels et technologiques

#### Risques sismiques
L'ensemble du territoire de la commune de Brion est situé en zone de sismicité n°3 (sur une échelle de 1 à 5), en limite de la zone n°4, située au sud-ouest de son territoire.
| Type de zone | Niveau            | Définitions (bâtiment à risque normal) |
| ------------ | ----------------- | -------------------------------------- |
| Zone 3       | Sismicité modérée | accélération = 1,1 m/s2                |

## Histoire

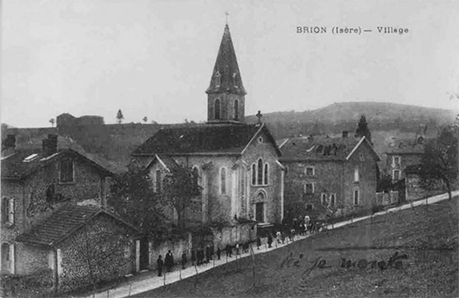
Le village de Brion autour de 1910

## Politique et administration

### Liste des maires
| Période                                  | Période  | Identité                   | Étiquette | Qualité     |
| ---------------------------------------- | -------- | -------------------------- | --------- | ----------- |
| avant 1981                               |          | Lucien Patras              |           |             |
| mars 2001                                | 2008     | Jean-François Meary-Dubois |           |             |
| mars 2014                                | 2020     | Didier Allibe              | SE        | Agriculteur |
| 2020                                     | En cours | Thierry Dubuc              |           |             |
| Les données manquantes sont à compléter. |          |                            |           |             |

### Intercommunalité
En 2014, convention intercommunale pour la mise à disposition de services municipaux entre les communes de Chasselay et Brion.

## Population et société

### Démographie
L'évolution du nombre d'habitants est connue à travers les recensements de la population effectués dans la commune depuis 1793. Pour les communes de moins de 10 000 habitants, une enquête de recensement portant sur toute la population est réalisée tous les cinq ans, les populations de référence des années intermédiaires étant quant à elles estimées par interpolation ou extrapolation. Pour la commune, le premier recensement exhaustif entrant dans le cadre du nouveau dispositif a été réalisé en 2007.

En 2022, la commune comptait 142 habitants, en évolution de +0,71 % par rapport à 2016 (Isère : +3,07 %, France hors Mayotte : +2,11 %).
| 1793 | 1800 | 1806 | 1821 | 1831 | 1836 | 1841 | 1846 | 1851 |
| ---- | ---- | ---- | ---- | ---- | ---- | ---- | ---- | ---- |
| 222  | 220  | 248  | 264  | 345  | 291  | 285  | 305  | 308  |

| 1856 | 1861 | 1866 | 1872 | 1876 | 1881 | 1886 | 1891 | 1896 |
| ---- | ---- | ---- | ---- | ---- | ---- | ---- | ---- | ---- |
| 302  | 294  | 298  | 274  | 276  | 251  | 241  | 250  | 226  |

| 1901 | 1906 | 1911 | 1921 | 1926 | 1931 | 1936 | 1946 | 1954 |
| ---- | ---- | ---- | ---- | ---- | ---- | ---- | ---- | ---- |
| 224  | 210  | 220  | 201  | 185  | 174  | 172  | 181  | 167  |

| 1962 | 1968 | 1975 | 1982 | 1990 | 1999 | 2006 | 2007 | 2012 |
| ---- | ---- | ---- | ---- | ---- | ---- | ---- | ---- | ---- |
| 137  | 133  | 134  | 128  | 132  | 138  | 129  | 128  | 134  |

| 2017 | 2022 | - | - | - | - | - | - | - |
| ---- | ---- | - | - | - | - | - | - | - |
| 144  | 142  | - | - | - | - | - | - | - |

### Enseignement
La commune est rattachée à l'académie de Grenoble et elle héberge une école élémentaire publique sur son territoire.

### Médias
La municipalité publie et distribue Le Petit Municipal, à diffusion trimestrielle.
Le quotidien régional Le Dauphiné libéré, dans son édition locale Chartreuse et Sud-Grésivaudan, ainsi que l’hebdomadaire Les Affiches de Grenoble et du Dauphiné, relatent les informations locales au niveau de la commune, du canton et de la communauté de communes.

### Cultes
La communauté catholique et l'église de Brion (propriété de la commune) sont rattachées à la paroisse Saint Paul de Toutes Aures, elle-même rattachée au diocèse de Grenoble-Vienne.

## Culture et patrimoine

### Lieux et monuments

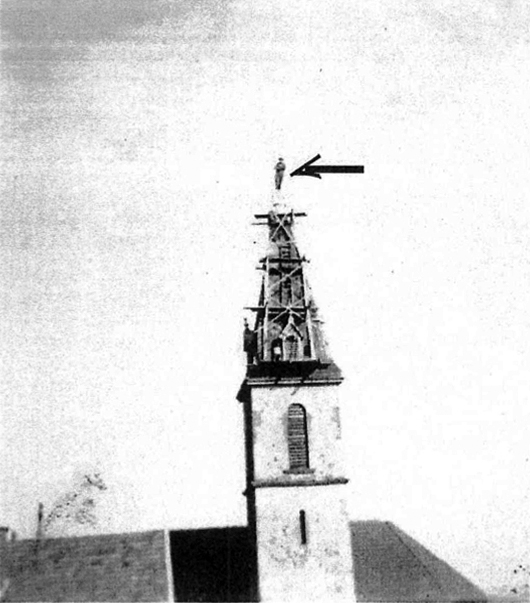
Réconstruction de la flèche de l'église, vers 1894.

- L'église paroissiale Saint-Didier de Brion.
- Les maisons anciennes en pisé.
- Monument aux morts communal, mémorial de la Première Guerre mondiale.

### Patrimoine culturel
- La salle des fêtes.

### Patrimoine naturel
Le site du col de la Croix de Toutes Aures (quelquefois dénommé « Col de Toutes Aures »), principal col du plateau de Chambaran est partiellement situé sur le territoire communal.

### Personnalités liées à la commune
- Jonathan Meary, champion de bûcheronnage du club de Roybon des Bois (deux titres de champion d’Europe à la Rookie Cup 2014 et 2015, 4e aux championnats du monde de la Rookie Cup)[réf. nécessaire].

### Héraldique
|  | Brion (Isère) possède des armoiries dont l'origine et le blasonnement exact ne sont pas disponibles. |